# Vladimir Matijević
Vladimir Matijević (ur. 2 stycznia 1957 w Mostarze, zm. 8 lipca 2015) – bośniacki piłkarz występujący na pozycji obrońcy lub pomocnika. Reprezentant Jugosławii.

## Kariera klubowa
Matijević przez całą karierę występował w zespole Velež Mostar. Grał tam w latach 1974–1987. Wraz z Veležem dwukrotnie wywalczył Puchar Jugosławii (1981, 1986), a także raz wicemistrzostwo Jugosławii (1987).

## Kariera reprezentacyjna
W reprezentacji Jugosławii Matijević zadebiutował 30 marca 1980 w wygranym 2:0 meczu Pucharu Bałkanów z Rumunią. W tym samym roku został powołany do kadry na Letnie Igrzyska Olimpijskie, zakończone przez Jugosławię na 4. miejscu. W latach 1980–1983 w drużynie narodowej rozegrał 3 spotkania.